# Persoonia brevirhachis
Persoonia brevirhachis (лат.) — кустарник, вид рода Персоония (Persoonia) семейства Протейные (Proteaceae), эндемик юго-западной Западной Австралии.

## Ботаническое описание
Persoonia brevirhachis — прямостоячий или раскидистый куст высотой до 0,3-2 мм с гладкой пёстрой серой корой и опушёнными веточками. Листья от узких лопаткообразных до копьевидных с более узким концом к основанию, 20-50 мм в длину и 2,5-5,5 мм в ширину. Цветки расположены поодиночке или парами в пазухах листьев на цветоножках длиной 1,5-5 мм. Листочки околоцветника от жёлтого до зеленовато-жёлтого цвета 6,5-9 мм в длину и 1-1,5 мм в ширину и покрыты волосками снаружи. Цветение происходит с августа по октябрь, плод представляет собой гладкую овальную костянку длиной 4,5-5,5 мм и шириной 2-2,5 мм.

## Таксономия
Впервые вид был официально описан Питером Уэстоном в 1994 году в журнале Telopea по образцам, собранным Дональдом Брюсом Форманом к югу от деревни Лейк-Грейс в 1984 году.

## Распространение
Persoonia brevirhachis — эндемик Западной Австралии. Растёт на пустоши между поселениями Лейк-Грейс, Ньюдегейт и Равенсторп на юго-западе Западной Австралии.

## Охранный статус
P. brevirhachis классифицируется как «третий приоритет» (недостаточно изученный) Департаментом парков и дикой природы правительства Западной Австралии, что означает, что вид малоизвестен и известен лишь из нескольких мест, но не находится под непосредственной угрозой.